# Elizeusz
Elizeusz (hebr. ‏אֱלִישָׁע‎‎ – Elišaʿ lub ʾĔlîšaʿ oznaczające „Bóg wybawił; Bóg jest wybawieniem”, cs. Елисей) – prorok biblijny, uczeń Eliasza, święty katolicki i prawosławny, wspominany w wielu innych Kościołach wschodnich.

## Życie

Elizeusz (اليسع‎) w arabskiej kaligrafii.

Był synem rolnika Safata z Abel-Mechola. Został powołany na proroka przez Eliasza, któremu usługiwał przez 6 lat. Elizeusz uważał Eliasza za swojego duchowego ojca i był niczym jego pierworodny syn (pierworodnemu przypadały dwie części po ojcu – Elizeusz prosił Eliasza o dwie części jego ducha). Jego służba trwała około 60 lat. W czasie tym dokonał wielu cudów. Umarł „na chorobę, na którą miał umrzeć” za panowania Joasza, króla Izraela.
O proroku owym wspomniał Jezus Chrystus według Ewangelii Łukasza.

## Cuda
Cuda uczynione przez Boga w wyniku modlitw Elizeusza opisane w Biblii:
- rozdzielenie wód Jordanu – 2 Krl 2,14
- oczyszczenie źródła zaopatrującego Jerycho w wodę – 2 Krl 2,19-22
- rozszarpanie 42 dzieci przez parę niedźwiedzi – 2 Krl 2,23-24
- zaopatrzenie wojska w wodę – 2 Krl 3,16-26
- dostarczenie wdowie oliwy – 2 Krl 4,1-7
- powicie syna przez bezdzietną Szunemitkę (kobieta z Szunem)[a] – 2 Krl 4,18-37
- wskrzeszenie dziecka – 2 Krl 4,18-37
- uzdatnienie zatrutej potrawy – 2 Krl 4,38-41
- nakarmienie 100 mężczyzn 20 bochenkami chleba na prośbę mieszkańca z Baal-Szalisza – 2 Krl 4,42-44
- uleczenie Naamana z trądu – 2 Krl 5,1-14
- przeniesienie trądu z Naamana na Gechaziego – 2 Krl 5,24-27
- wypłynięcie żelaznej części siekiery na powierzchnię wody – 2 Krl 6,5-7
- ukazanie słudze anielskich rydwanów – 2 Krl 6,15-17
- porażenie wojsk syryjskich ślepotą – 2 Krl 6,18
- przywrócenie wzroku żołnierzom syryjskim – 2 Krl 6,19-23
- wskrzeszenie zmarłego – 2 Krl 13,20-21

## Kult
Jego wspomnienie liturgiczne w Kościele katolickim obchodzone jest za Martyrologium Rzymskim 14 czerwca.
Cerkiew prawosławna wspomina świętego proroka odpowiednio 14/27 czerwca.
W ikonografii chrześcijańskiej przedstawiany jest jako starzec z siwą, niedługą brodą. W ręce często trzyma rozwinięty zwój, na którym widnieją słowa opisujące jeden z jego cudów. Występuje także na ikonie wniebowzięcia proroka Eliasza.
W sztuce zachodniej za atrybuty służą mu niedźwiedzie, siekiera lub dwugłowy orzeł (symbol podwójnej mocy proroczej).